# Miloš Stojanović
Miloš Stojanović (serbisch-kyrillisch Милош Стојановић, * 25. Dezember 1984 in Knjaževac) ist ein serbischer Fußballspieler, der seit Mitte 2019 in Serbien bei FK Timočanin spielt.

## Karriere
Das Fußballspielen erlernte Miloš in der Jugend vom serbischen Verein FK Timočanin. Sein erster Verein seiner Profikarriere war der serbische Club FK Jedinstvo Paraćin. Hier spielte er von 2002 bis 2004. 2005 wechselte er zu FK Radnički Niš. Hier schoss er in 26 Spielen zwei Tore. Nach nur einer Saison wechselte er 2006 nach Bosnien und Herzegowina, wo er einen Vertrag beim Zweitligisten FK Radnik Bijeljina unterschrieb. In 22 Spielen traf er fünfmal das Tor. 2007 wechselte er nach Sarajevo, wo er einen Vertrag bei FK Slavija Sarajevo unterschrieb. Hier durfte er nur fünf Mal das Trikot tragen. Zur Rückserie 2007 ging er nach Serbien zurück, wo er sich dem FK Jagodina anschloss. In zwei Jahren kam er 29 Mal zum Einsatz. Zum Ligakonkurrenten FK Novi Pazar wechselte er 2009. Hier schoss er neun Tore in 33 Spielen. 2010 wechselte er in die Slowakei, wo er einen Vertrag beim FC Zlaté Moravce unterschrieb. Hier wurde er 15 Mal eingesetzt, wobei er ein Tor erzielte. 2011 wechselte er zu seinem ehemaligen Verein FK Jagodina. Bis Mitte 2013 lief er 71 Mal für den Verein auf. Während der Zeit schoss er 24 Tore. Der chinesische Verein Wuhan Zall FC wurde 2013 auf Miloš aufmerksam und verpflichtete ihn für die Rückserie der Saison. In acht Spielen traf er zwei Mal. 2014 unterschrieb er einen Zweijahresvertrag beim koreanischen Erstligisten Gyeongnam FC. In 53 Spielen traf er 16 Mal das Tor. 2016 schloss er sich dem koreanischen Zweitligisten Busan IPark an. In 15 Spielen schoss er zwei Tore. 2017 wechselte er nach Thailand. Hier unterschrieb er einen Vertrag für ein Jahr beim Erstligisten Pattaya United. 15 Tore schoss er in 31 Spielen und war somit bester Torschütze seines Teams. Der thailändische Zweitligist Udon Thani FC nahm ihn 2018 unter Vertrag. In 22 Spielen schoss er nur fünf Tore. 2019 ging er wieder in seine Heimat Serbien zurück, wo er sich dem Zweitligisten FK Zlatibor Čajetina anschloss. In der Hinserie kam er zu sechs Einsätzen und schoss dabei zwei Tore. Zur Rückserie 2019 ging er zu seinem Jugendverein FK Timočanin zurück.

## Erfolge
FK Jagodina
- Serbischer Fußballpokal (Lav Kup Srbije): 2012/13

## Auszeichnungen
SuperLiga (Serbien)
- Torschützenkönig: 2012/13